# 김진혁
김진혁은 대한민국의 연출가이다. EBS에서 14년 동안 연출가로 활동했고 EBS <지식채널e>를 최초로 기획·연출한 것으로 유명하다. 지식채널e, EBS 다큐프라임 등을 제작해 한국PD대상 <TV교양정보 부문> 작품상을 받기도 했다. 2013년 반민족행위특별조사위원회(친일파의 반민족 행위를 처벌하기 위해 1948년 제헌국회에 설치되었던 특별기구)에 관한 다큐멘터리를 1년 넘게 제작하던 중 수학교육팀으로 발령이 나는 등 원하는 다큐멘터리 제작이 원활하지 않아 EBS 구성원으로서 회의감을 느끼고 EBS를 퇴직하였다. 이후 한국예술종합학교 영상원 교수가 되어 후학을 양성하였다.

## 저서
- 《감성 지식의 탄생》.  마음산책. 2010년. ISBN 9788960900806
- 《지식의 권유》. 토네이도. 2011년. ISBN 9788994013435

## 상훈
- 2006년 : 제18회 한국방송프로듀서상 실험정신상, 여성가족부 남녀평등상 최우수상
- 2007년 : 제34회 한국방송대상 정보공익부문, 방송위원회대상 우수상
- 2008년 : 제20회 한국PD대상 TV교양정보부문 작품상, 무비위크 창조적인 엔터테이너 50인